# پاسکال دیپیریس
پاسکال دیپیریس (انگلیسی: Pascal Depierris؛ زادهٔ ۲ ژوئن ۱۹۶۷) بازیکن فوتبال اهل فرانسه است.